# Wijd open
Wijd open is een single uit 2010 van de Zeeuwse band BLØF. Het is de eerste single van het studioalbum Alles blijft anders.
De Nederlandse radiozender 3FM riep Wijd open uit tot themalied van de geldinzamelingsactie Serious Request 2010.

## Hitnoteringen

### Nederlandse Top 40
| Hitnotering: 25-12-2010 t/m 08-01-2011 | Hitnotering: 25-12-2010 t/m 08-01-2011 | Hitnotering: 25-12-2010 t/m 08-01-2011 | Hitnotering: 25-12-2010 t/m 08-01-2011 | Hitnotering: 25-12-2010 t/m 08-01-2011 | Hitnotering: 25-12-2010 t/m 08-01-2011 |
| Week                                   | 1                                      | 2                                      | 3                                      |                                        |                                        |
| -------------------------------------- | -------------------------------------- | -------------------------------------- | -------------------------------------- | -------------------------------------- | -------------------------------------- |
| Nummer                                 | 35                                     | 29                                     | 40                                     | uit                                    |                                        |